# クリョロフォサウルス

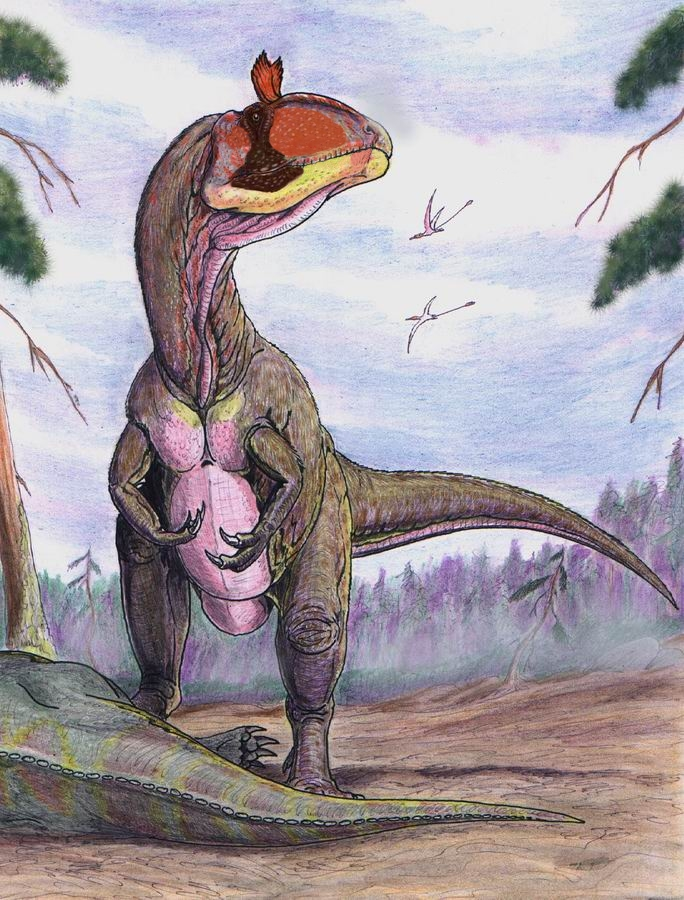
想像図

クリョロフォサウルス（またはクリオロフォサウルス  学名：Cryolophosaurus）は、南極のカーク・パトリック山のジュラ紀前期の地層から発掘された肉食恐竜の一種。学名には「氷（の中）のトサカを持つ爬虫類」と言う意味がある。クリオロホサウルス、クリョロホサウルスとも呼ばれている。

## 形態
発掘された化石は未だ少数であり、それらから推測される大きさは頭骨の長さ65センチメートル程度、全長は6 - 7メートルほどとされるが、これまでのホロタイプ標本は未成熟個体であるため、成熟個体はより大型になる可能性が指摘されている。最大の特徴は涙骨が変化して形成されている薄い扇状のトサカで、視覚的なディスプレイ機能をもっていた思われる。化石にはアロサウルス類に見られる特徴と、ディロフォサウルス等に見られる原始的な特徴が入り混じっていることが確認されており、この恐竜が進化上でどの系統に属するかはまだ結論が出ていない。

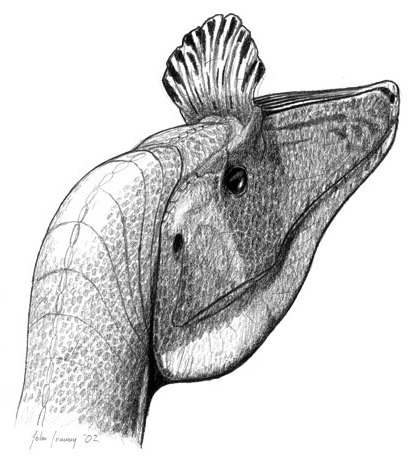

## 古生態学

### 食性
クリオロフォサウルスは純粋な肉食動物とされ、その鋭い歯と爪を使って狩りや死体漁りを行っていた。かつて、共に産出した竜脚類のグラシアリサウルスの骨が、本種の喉から見つかったと報告されたことがある。これに基づき、捕食者クリオロフォサウルスが被食者グラシアリサウルスを襲う、という作品が複数生み出された。だが研究が進むにつれ、喉にあった骨は本種のものと判明したことにより、上記2種の関係を明確に示す証拠は失われた。
しかし、クリオロフォサウルスが同種の死骸を漁ったとされる痕跡や、キノドン類のトリティロドン類を食べた痕跡が新たに見つかったため、依然として捕食動物だったと考えられている。